# David Attenborough
Pour les articles homonymes, voir Attenborough.
David Attenborough, né le 8 mai 1926 à Londres, est un rédacteur scientifique, écrivain et naturaliste britannique. Menant une carrière professionnelle dans le monde des médias privés et publics, il a été à la fois acteur et technicien, scénariste et réalisateur, producteur privé, mais aussi journaliste télévisé, contrôleur de la chaîne BBC Two, responsable et cadre manager à la BBC, directeur de programme dans les années 1960 et 1970.

## Biographie
David Attenborough naît à Isleworth, un quartier de l'ouest londonien. Il est le frère de l'acteur, réalisateur et producteur Richard Attenborough. Il grandit avec son frère aîné Richard et son jeune frère John sur le campus du collège universitaire de Leicester, où son père est nommé recteur en 1932. Ses parents, Frederick et Mary (née Clegg) participent pendant la Seconde Guerre mondiale au programme caritatif Kindertransport, en accueillant deux jeunes filles juives réfugiées d'Europe. Une des jeunes rescapées lui donne une pièce d'ambre, comportant en inclusion des insectes fossilisés.
David est attiré dès son enfance par l'observation, au point de constituer des collections de pierres et de fossiles, et de s'intéresser à la préservation des autres spécimens naturels. 
L'apprenti naturaliste fréquente les réserves et les chercheurs de l'université, et se captive pour les rares documentaires naturalistes qu'il voit au cinéma : à 11 ans, le jeune David apprend que le département de zoologie voisin a besoin d'un grand nombre de tritons ou de salamandres pour ses études et cours. David, s'engage à les fournir au département en faisant payer trois pennies par animal. 
En 1936, David et son frère Richard assistent à une conférence d'Archibald Belaney au Hall de Montfort à Leicester. Cet écrivain spécialiste de la faune et de la flore canadienne les sensibilise avec des exemples concrets, notamment le castor et le saumon, à la préservation de la vie sauvage et des milieux naturels partout menacés durant l'entre-deux-guerres. Richard lui consacre un documentaire en 1999. 
David poursuit des études secondaires à Wyggeston, une « grammar school » de garçons à Leicester, et ses capacités en sciences le mènent à l'université de Cambridge en 1945, plus précisément au Clare College, où il étudie la géologie et la zoologie. Il y obtient une licence en sciences naturelles. En 1947, il est appelé au service militaire et passe deux années dans la Royal Navy, affecté au nord du pays de Galles et près du Firth of Forth en Écosse.
Après avoir servi dans la marine britannique, David envisage une carrière d'écrivain de vulgarisation scientifique, il souhaite rédiger des livres pour enfants sur des sujets naturalistes. Il épouse en 1950 Jane Elizabeth Ebsworth Oriel. David est déçu dans ses aspirations professionnelles car il ne peut réaliser des projets inédits, il se tourne vers le monde des médias, en particulier la diffusion radiophonique en parvenant à s'imposer à la fois comme producteur et comme journaliste. 
De ses premiers films géologiques, naturalistes et zoologiques des années cinquante, le public des amateurs avertis retient sa participation à la série télévisée Zoo Quest. Elle le propulse vers la reconnaissance et la célébrité. Celles-ci lui permettent de visiter avec une insatiable curiosité scientifique les endroits les plus reculés et les plus sauvages de la planète.
Attenborough quitte sa fonction de présentateur-réalisateur-producteur de films naturalistes pour se tourner vers une  carrière à la BBC. Il est chargé de l'introduction de la télévision en couleurs en Grande-Bretagne. Il entame ensuite une œuvre de cadre et de rédacteur sur les deux chaînes de la BBC.
C'est dans ce contexte qu'il se décide à présenter la série mondialement célèbre, Life on Earth. Les travaux discrets qu'il a menés sur la protection de la nature végétale et animale lui valent nombre de récompenses, titres et médailles officiels. En 1983, il est reçu membre de la Royal Society.
Jean Dorst, membre de l'Institut et directeur du Muséum d'histoire naturelle, traduit et adapte son opus La Planète vivante à destination du public francophone en 1984.
Attenborough est anobli par la reine Élisabeth II en 1985. Son épouse meurt en 1997 d'une hémorragie cérébrale. Le couple a deux enfants, Robert, maître de conférence en anthropologie du vivant à l'école d'archéologie et d'anthropologie de l'université de Canberra, et Susan, directrice d'école primaire.
Il est narrateur dans de nombreux documentaires animaliers pour la BBC, et notamment la série Wildlife on One.
Au cours de soixante ans de carrière, David Attenborough avec l'aide de ses multiples équipes de tournage de documentaires naturalistes ou animaliers emploie une large gamme de techniques de plus en plus sophistiquées, à des fins d'enregistrements et de prise de vue et/ou d'images, mais aussi de sons, pour réaliser des films, d'abord en noir et blanc puis en couleur, puis de la HD à la 3D, avec images de synthèse ou recomposées…

## Engagement écologique et critiques
Il s'est souvent prononcé en faveur du développement durable et de la protection de l'environnement terrestre, et ne cesse de proposer des solutions écologiques face aux problèmes générés par une économie extractiviste et de consommation mondialisée. Sa théorie sur la population mondiale rencontre de nombreux échos ; il écrit notamment : « Au lieu de contrôler l'environnement de la planète pour le bénéfice de la population, peut-être devrions-nous contrôler la population pour assurer la survie de notre environnement ».[réf. nécessaire]
Il présente le documentaire Climate Change – The Facts consacré au changement climatique, diffusé en 2019.
Il a rencontré en 2020 et 2021 Greta Thunberg (qui dit avoir été en partie sensibilisée à l'environnement par les films de David Attenborough) ; elle est venue l'interroger à Londres.

## Espèces nommées d'après Attenborough
Au moins 20 espèces et genres, vivants ou éteints, ont été nommés en l'honneur d'Attenborough. Les plantes portant son nom comprennent une épervière alpine (Hieracium attenboroughianum) découverte dans les Brecon Beacons,une espèce d'arbre à fleurs équatorien (Blakea attenboroughi), l'une des plus grandes plantes carnivores à poignées du monde (Nepenthes attenboroughii), ainsi qu'un genre de plantes à fleurs (Sirdavidia). Parmi les arthropodes portant le nom d'Attenborough figurent un papillon, le satyre aux yeux noirs d'Attenborough (Euptychia attenboroughi), une libellule, l'acisome d'Attenborough (Acisoma attenboroughi), une araignée gobelin de quelques millimètres de long (Prethopalpus attenboroughi), une araignée ornée à visage souriant des Caraïbes (Spintharus davidattenboroughi),, un charançon sans ailes indonésien (Trigonopterus attenboroughi),, une crevette fantôme de Madagascar (Ctenocheloides attenboroughi), et un escargot de terre (Palaina attenboroughi). Le monogène Cichlidogyrus attenboroughi, parasite d'un poisson des profondeurs du lac Tanganyika, est probablement la seule espèce de parasite portant son nom. Des vertébrés ont également été nommés d'après Attenborough, notamment un lézard de Namibie (Platysaurus attenboroughi), un oiseau (Polioptila attenboroughi), une grenouille péruvienne (Pristimantis attenboroughi), une grenouille à souche malgache (Stumpffia davidattenboroughi), et l'une des quatre seules espèces d'échidnés à long bec (Zaglossus attenboroughi).
Un reptile marin du mezozoique de la famille des pliosauridae, Attenborosaure (Attenborosaurus conybeari).
L'épithète Conybeari est aussi nommé en l'honneur de William Conybeari.

## Filmographie

### Comme scénariste
- 1971 : A Blank on the Map (TV)
- 1987 : The First Eden (en) (feuilleton TV)
- 1996 : Cities of the Wild
- 1996 : Survival Island
- 1996 : Attenborough in Paradise (TV)
- 2000 : The Lost Gods of Easter Island (en) (TV)
- 2000 : State of the Planet (TV)
- 2000 : Bowerbirds: The Art of Seduction (TV)
- 2000 : The Lost Gods of Easter Island (en) (TV)
- 2002 : The Lost Gods of Easter Island (en) (feuilleton TV)
- 2003 : La Planète bleue (The Blue Planet)[20]
- 2004 : The Amber Time Machine (TV)
- 2005 : La Vie dans les sous-bois (Life in the Undergrowth) (feuilleton TV)
- 2006 : Are We Changing Planet Earth? (en) (TV)
- 2007 : Un jour sur Terre (Earth)
- 2009 : Life, l'aventure de la vie (en) (Life, diffusée sur Arte en été 2010[21]).
- 2013 : Le Triomphe des vertébrés : L'Évolution en marche (Rise of Animals: Triumph of the Vertebrates - From the Seas to the Skies)
- 2013 : Le Triomphe des vertébrés : Le Règne des mammifères (Rise of Animals: Triumph of the Vertebrates - Dawn of the Mammals)
- 2013 : Curiosités animales (David Attenborough's Natural Curiosities)
- 2014 : Le museum prend vie (en) (David Attenborough's Natural History Museum Alive)
- 2015 : David Attenborough's Conquest of the Skies 3D (en)

### Comme producteur
- 1952 : Animal, Vegetable, Mineral? (série TV)

### Comme acteur
- 1956 : Pantomania, or Dick Whittington (TV)
- 1985 : Zoo (A Zed and two noughts) de Peter Greenaway avec Brian Deacon et Andréa Ferréol : Narrateur
- 2006 : Planète Terre : Narrateur
- 2016 : Planète Terre II : Narrateur
- 2019 : Notre planète : Narrateur
- 2020 : David Attenborough: A Life on our Planet
- 2023 : Planète Terre III : Narrateur
- 2025 : David Attenborough: L'Appel de l'océan : Narrateur

## Distinctions et prix
- Commandeur de l'ordre de l'Empire britannique (CBE - 1974)
- Membre de la Royal Society (FRS - 1983)
- Chevalier (Knight Bachelor - 1985)[22]
- Commandeur de l'ordre royal de Victoria (CVO - 1991)
- Docteur honoris causa de l'université d'Anvers (1993)[23]
- Membre de l'ordre des compagnons d'honneur (CH - 1996)
- Médaille internationale de Kew Gardens (1996)
- Membre de l'ordre du Mérite britannique (OM - 2005)
- Prix Prince des Asturies en sciences sociales (2010)
- Chevalier grand-croix dans l'ordre de Saint-Michel et Saint-Georges (GCMG - 2020)[24]

Plusieurs taxons lui ont été dédiés :
- Attenborosaurus conybeari, Bakker, 1993
- Blakea attenboroughii, Jost, 2007
- Ctenocheloides attenboroughi, Anker, 2010
- Electrotettix attenboroughi, Heads, S., Thomas, M. et Wang, Y, 2014
- Materpiscis attenboroughi, Long, Trinajstic, Young, et Senden, 2008
- Nepenthes attenboroughii, A.S.Rob., S.McPherson & V.B.Heinrich, 2009
- Prethopalpus attenboroughi, Baehr & Harvey, 2012
- Zaglossus attenboroughi, Flannery & Groves, 1998
- Sirdavidia solannona, Phyto keys, 2015
- Attenboroughctena Ceccolini & Cianferoni, 2020